# Alwarowie
Alwarowie (tamil. ஆழ்வார்கள் āḻvārkaḷ) – dwunastu tamilskich średniowiecznych poetów i świętych wisznuickich, tworzących w ramach tzw. ruchu bhakti. Zbiór utworzonych przez nich pieśni, Nalajira diwja prabandam (tamil. நாலாயிர திவ்யப் பிரபந்தம் Nālāyira tivyap pirapantam, Cztery tysiące boskich kompozycji), stanowi święty kanon tamilskiego wisznuizmu. Alwarowie są pojmowani jako inkarnacje towarzyszy lub atrybutów Wisznu.

## Lista Alwarów
według kolejności występowania utworów w kanonie:
- Perijalwar (tamil. பெரியாழ்வார் Periyāḻvār)
- Andal (tamil. ஆண்டாள் Āṇṭāḷ)
- Kulasekaran (tamil. குலசேகரன் Kulacēkaraṉ)
- Tirumalisej (tamil. திருமழிசை Tirumaḻicai)
- Tondaradippodi (tamil. தொண்லரடிப்பொடி Toṇṭaraṭippoṭi)
- Tiruppan (tamil. திருப்பன் Tiruppaṉ)
- Madurakawi (tamil. மதுரகவி Maturakavi)
- Tirumangej (tamil. திருமங்கை Tirumaṅkai)
- Pojhej (tamil. பொய்கை Poykai)
- Budam (tamil. பூதம் Pūtam)
- Pej (tamil. பேய் Pēy)
- Nammalwar (tamil. நம்மாழ்வார் Nammāḻvār)